# محمد باشا يكن
محمد باشا يكن كان الصدر الأعظم للدولة العثمانية في الفترة ما بين 3 ديسمبر 1737 حتى 23 مارس 1739.